# Aslanbek Khouchtov
Aslanbek Khouchtov est un lutteur russe né le 1er juillet 1980.

## Palmarès

### Jeux olympiques
- Médaille d'or en lutte gréco-romaine dans la catégorie des moins de 96 kg en 2008 à Pékin

### Championnats du monde
- Médaille de bronze en lutte gréco-romaine dans la catégorie des moins de 96 kg en 2010 à Moscou
- Médaille de bronze en lutte gréco-romaine dans la catégorie des moins de 96 kg en 2009 à Herning

### Championnats d'Europe
- Médaille d'or en lutte gréco-romaine dans la catégorie des moins de 96 kg en 2010 à Bakou
- Médaille d'or en lutte gréco-romaine dans la catégorie des moins de 96 kg en 2009 à Vilnius
- Médaille d'or en lutte gréco-romaine dans la catégorie des moins de 96 kg en 2008 à Tampere